# National Board of Review Awards 2000
La 72ª edizione dei National Board of Review Awards si è tenuta il 16 gennaio 2001.

## Classifiche

### Migliori dieci film
- Billy Elliot, regia di Stephen Daldry
- Wonder Boys, regia di Curtis Hanson
- Il colpo - Analisi di una rapina (Croupier), regia di Mike Hodges
- Quills - La penna dello scandalo (Quills), regia di Philip Kaufman
- Conta su di me (You Can Count On Me), regia di Kenneth Lonergan
- Prima che sia notte (Before Night Falls), regia di Julian Schnabel
- Il gladiatore (Gladiator), regia di Ridley Scott
- Traffic, regia di Steven Soderbergh
- Sunshine, regia di István Szabó
- Dancer in the Dark, regia di Lars von Trier

### Migliori film stranieri
- La lengua de las mariposas, regia di José Luis Cuerda
- Il tempo dei cavalli ubriachi (Zamani barayé masti asbha), regia di Bahman Ghobadi
- La ragazza sul ponte (La fille sur le pont), regia di Patrice Leconte
- La tigre e il dragone (Wo hu cang long), regia di Ang Lee
- Malèna, regia di Giuseppe Tornatore

## Premi
- Miglior film: Quills - La penna dello scandalo (Quills), regia di Philip Kaufman
- Miglior film straniero: La tigre e il dragone (Wo hu cang long), regia di Ang Lee
- Miglior documentario: The Life and Times of Hank Greenberg, regia di Aviva Kempner
- Miglior attore: Javier Bardem (Prima che sia notte)
- Miglior attrice: Julia Roberts (Erin Brockovich - Forte come la verità)
- Miglior attore non protagonista: Joaquin Phoenix (Il gladiatore)
- Miglior attrice non protagonista: Lupe Ontiveros (Chuck & Buck)
- Miglior cast: Hollywood, Vermont. (State and Main), regia di David Mamet
- Miglior performance rivelazione maschile: Jamie Bell (Billy Elliot)
- Miglior performance rivelazione femminile: Michelle Rodriguez (Girlfight)
- Miglior regista: Steven Soderbergh (Traffic e Erin Brockovich - Forte come la verità)
- Miglior sceneggiatura: Ted Tally (Passione ribelle)
- Miglior film d'animazione: Galline in fuga (Chicken Run), regia di Peter Lord e Nick Park
- Premio alla carriera: Ellen Burstyn
- Riconoscimento speciale per il filmmaking: Kenneth Lonergan (Conta su di me)
- Premio speciale per la scenografia: Arthur Max (Il gladiatore)
- Premio alla carriera per la composizione musicale: Ennio Morricone
- Premio William K. Everson per la storia del cinema: Roger Gottlieb e Robert Kimball per Reading Lyrics
- Riconoscimento per la libertà di espressione:
  - Il tempo dei cavalli ubriachi (Zamani barayé masti asbha), regia di Bahman Ghobadi
  - Bamboozled, regia di Spike Lee
  - Prima che sia notte (Before Night Falls), regia di Julian Schnabel
  - Il cerchio (Dayereh), regia di Jafar Panahi
  - Kadosh, regia di Amos Gitai
  - Quills - La penna dello scandalo (Quills), regia di Philip Kaufman
  - Sound and Fury, regia di Josh Aronson
  - The Visit, regia di Jordan Walker-Pearlman
- Riconoscimento speciale per l'eccellenza nel filmmaking (in ordine alfabetico del titolo originale):
  - American Psycho, regia di Mary Harron
  - Campioni di razza (Best in Show), regia di Christopher Guest
  - Chuck and Buck, regia di Miguel Arteta
  - Girlfight, regia di Karyn Kusama
  - Hamlet 2000 (Hamlet), regia di Michael Almereyda
  - Betty Love (Nurse Betty), regia di Neil LaBute
  - Requiem for a Dream (Requiem for a Dream), regia di Darren Aronofsky
  - La doccia (Xizao), regia di Zhang Yang
  - Snatch - Lo strappo (Snatch), regia di Guy Ritchie
  - Two Family House, regia di Raymond De Felitta
- Menzioni speciali:
  - Outstanding Dramatic Music Performance: Björk (Dancer in the Dark)
  - Outstanding Cinematic Series: Decalogo, regia di Krzysztof Kieślowski